# Старая Шегарка
Старая Шегарка — деревня в Шегарском районе Томской области. Входит в состав Шегарского сельского поселения.

## История
По данным Сибирской советской энциклопедии, село Богородское было основано в 1626 году. По преданию, на берегу Оби, где располагается деревня, казаками была найдена икона Богородицы Одигитрии. На месте находки была возведена церковь вокруг которой выросло впоследствии село. До 1861 года Богородское входило в десятку крупнейших сел Томского округа (уезда). С начала XVIII века село — административный центр Богородской волости, крупный торговый центр. В 1925 году село становится центром Богородского района, но в декабре того же года районный центр переносится в село Бабарыкино. В январе 1936 года Богородское становится центром вновь образованного Шегарского района. А в сентябре 1937 года получает новое название — Шегарское. В связи с частыми подтоплениями села Обью было принято решение о переносе районного центра на более возвышенное место в новый посёлок Шегарка (ныне в составе села Мельниково), а за старым селом закрепилось название Старая Шегарка. Жители Старой Шегарки стали переселяться в новый районный центр, и, со временем, некогда крупное село пришло в запустение.

## Население
| 1926 | 2002 | 2010 | 2012 | 2013 | 2014 | 2015 |
| ---- | ---- | ---- | ---- | ---- | ---- | ---- |
| 976  | ↘49  | ↗85  | ↘79  | ↗81  | ↗87  | ↘84  |
| 2021 |      |      |      |      |      |      |
| ↘66  |      |      |      |      |      |      |